# Кульджа
Кульджа (уйг. غۇلجا, Ғулҗа, каз. Құлжа) або Їнін (кит. 伊宁, пін.  Yíníng) — місто у Китаї, центр Ілі-Казахського автономного округу, який входить до складу Синьцзян-Уйгурського автономного району. Розміщене на північному березі річки Ілі приблизно на відстані 100 км на схід від кордону Китаю з Алматинською областю Казахстану на так званій Кульджинській рівнині. Місто має найбільшу вологість зазвичай посушливого регіону Синьцзян.
Адміністративно місто Кульджа і навколишня територія загальною площею 521 км² утворює «місто повітового рівня», з кількістю населення 370 тис. чол. (2002 р.). Основна частина населення — уйгури, казахи, хоча з кожним роком сюди зі сходу країни посилюється потік етнічних китайців. На околицях міста наявні поселення маньчжурів (сібо) та монголів, які займаються скотарством. Протягом 19-20 століть у Кульджі був відчутний вплив татарської інтелігенції та купців, які полишили Російську імперію у зв'язку з подіями після Жовтневої революції. За деякими оцінками у першій половині XX ст. до третини населення міста складали татари. Татари створили й першу новометодну школу у Кульджі, яка надалі стала передвісником казахської, киргизької й уйгурської шкіл.

## Клімат
Місто знаходиться у степовій зоні, котра характеризується вологим континентальним кліматом. Найтепліший місяць — липень із середньою температурою 21.7 °C (71 °F). Найхолодніший місяць — січень, із середньою температурою -8.3 °С (17 °F).
| Клімат Кульджі          | Клімат Кульджі | Клімат Кульджі | Клімат Кульджі | Клімат Кульджі | Клімат Кульджі | Клімат Кульджі | Клімат Кульджі | Клімат Кульджі | Клімат Кульджі | Клімат Кульджі | Клімат Кульджі | Клімат Кульджі | Клімат Кульджі |
| Показник                | Січ.           | Лют.           | Бер.           | Квіт.          | Трав.          | Черв.          | Лип.           | Серп.          | Вер.           | Жовт.          | Лист.          | Груд.          | Рік            |
| Абсолютний максимум, °C | 7              | 17             | 27             | 32             | 32             | 36             | 37             | 37             | 35             | 30             | 18             | 8              | 37             |
| Середній максимум, °C   | −2             | 1              | 9              | 18             | 23             | 27             | 28             | 29             | 25             | 17             | 5              | −1             | 15             |
| Середня температура, °C | −8             | −4             | 3              | 10             | 16             | 19             | 21             | 21             | 17             | 9              | 0              | −6             | 8              |
| Середній мінімум, °C    | −14            | −10            | −2             | 3              | 9              | 12             | 14             | 13             | 9              | 2              | −5             | −11            | 1              |
| Абсолютний мінімум, °C  | −27            | −20            | −16            | −7             | −2             | 7              | 8              | 3              | −2             | −6             | −22            | −32            | −32            |
| Норма опадів, мм        | 0              | 20             | 10             | 20             | 20             | 40             | 10             | 10             | 10             | 20             | 30             | 20             | 260            |
| Днів з дощем            | 2              | 5              | 2              | 4              | 3              | 5              | 2              | 3              | 1              | 3              | 4              | 5              | 44             |
| Вологість повітря, %    | 77             | 79             | 71             | 53             | 55             | 58             | 60             | 56             | 55             | 63             | 75             | 79             | 65             |
| ----------------------- | -------------- | -------------- | -------------- | -------------- | -------------- | -------------- | -------------- | -------------- | -------------- | -------------- | -------------- | -------------- | -------------- |
| Джерело: Weatherbase    |                |                |                |                |                |                |                |                |                |                |                |                |                |

## Історія
Нагірні пасовища у межах Ілійської долини (див Кульджинська рівнина) з давніх-давен приваблювали кочові племена. Назва міста «Кульджа» уперше згадується ще в період Тюркського каганату.
У IX сторіччі в Ілійській долині оселилися уйгурські племена на чолі з Пен Текіном, з якими і перебувала частина племені Яглакар, яка також входила до складу уйгурського племінного союзу.
Саме у Кульджі була розміщена столиця володіння Чагатая, сина Чингісхана (див. Чагатайський улус). Під владу Китаю ця територія відійшла у 1755-57 рр. після закінчення збройних сутичок з джунгарами, під контролем яких вона і знаходилася.
З поширенням у середині XIX ст. в Семиріччі російського впливу Кульджа стає важливим осередком торгівлі між Росією та Китаєм. 1855 р. тут було підписано договір, яким узаконено торгівлю між підданими обох держав.
Місто зазнало великого руйнування у 1864–1866 рр. під час уйгуро-дунганського повстання. Увесь Ілійський край, у тому числі і Кульджа, 1871 р. було зайнято російськими військами. 1881 року місто було повернуто Китаю, після чого багато ілійських уйгурів (приблизно 45 тис. ос.) та дунганів (близько 4,6 тис. ос.) пересилилося у межі російських володінь (нинішній південно-західний Казахстан та північна Киргизстан).
У літературі, насамперед у російській, місто Кульджа (Їнін) інколи зустрічається під назвою «стара Кульджа» чи «таранчинська Кульджа», у той час як місто Суйдін (кит. 绥定), розташоване за 40 км на північний захід, іменувалося «нова Кульджа» або «китайська Кульджа». Тоді «таранчинська Кульджа» (тобто місто таранчів — уйгурів) була осередком торгівлі, а «китайська Кульджа», заснована 1762 року та розміщена ближче до кордону, — фортецею і центром китайської адміністрації в регіоні.
1965 року Суйдін було перейменовано, місто одержало політично більш прийнятну назву Шуйдін (水定), від 水 (вода) замість 绥 (угамовувати). Зараз Шуйдін є центром сусіднього повіту Хочен (霍城县).
5 лютого 1997 року Кульджа стало ареною протестів місцевого населення проти китайської політики. Події завдали глубокого враження на Рабію Кадир, яка незабаром очолила рух за права уйгурського народу.

## Шляхи
- Годао 218. Їнін — Жоцян
- Годао 312. Шанхай — Їнін

## Відомі особистості
В поселенні народилась:
- Майра Мухамедкизи (* 1969) — казахська оперна співачка.

Фотогалерея